# Шони Смит
Шони Смит (енгл. Shawnee Smith; рођена 3. јула 1969. у Оринџбургу, Јужна Каролина) америчка је глумица и певачица. Најпознатија је по улози Аманде Јанг у филмском хорор серијалу Слагалица страве, због које је и стекла статус „краљице вриска”. Тумачила је главне улоге у ситкомима Бекер (1998—2004) и Без љутње, молим (2012—2014), као и неколико епизодних улога у серијама као што су Досије икс, Ред и закон: Лос Анђелес и Краљице вриска.
Године 2007. награђена је Ајгор наградом за улогу Аманде Јанг у филму Слагалица страве 4, а за исту улогу у филму Слагалица страве 3 заједно са Тобином Белом била је номинована за Награду Врисак у категорији најопакијих филмских зликоваца, али су изгубили од Рејфа Фајнса у улози Лорда Волдемора.
Заједно са глумицом Миси Пајл, 2007. је оформила кантри рок бенд Smith & Pyle. Разишле су се 2011. пошто су обе желеле да се више посвете глуми.

## Биографија
Шони је рођена у Оринџбургу као друго дете Патрише Ен Смок и Џејмса Смита. Мајка јој је била онколошка медицинска сестра, а отац финансијски планер Америчког ратног ваздухопловства. Када је имала једну годину њена породица се преселила из Јужне Каролине у Калифорнију. Основну и средњу школу је завршила у Лос Анђелесу.
Удавала се два пута. Први пут 1998. за фотографа Џејсона Репосара са ким има ћерку. Након развода 2003. године, Смит је бившем супругу посветила песму Шећеру, коју је отпевала заједно са Миси Пајл. Из другог брака (2005—2006) са Кајем Матуном, Смит има сина.
Смит је из протестантизма прешла у православље и планирала је да сними документарац о православљу под насловом Православље: Љубавна прича, али није успела да га реализује. Лист Раша бијонд поставио ју је на 4. место листе највећих звезди које су прешле у православље.

## Каријера
Каријеру је започела крајем 1970-их, али је прве значајне улоге добила током 1980-их. За улогу финалне девојке Мег Пени у хорору Мехур убица из 1988. била је номинована за Награду за најбољу младу глумицу. 
Током 1990-их најзначајнији филмови у којима је глумила су Напуштајући Лас Вегас (1995), са Николасом Кејџом и Елизабет Шу у главним улогама, и Армагедон (1998), са Брусом Вилисом и Билијем Бобом Торнтоном у главним улогама. 
До врхунца каријере долази током 2000-их, првенствено захваљујући улози Аманде Јанг у хорору Слагалица страве. У исту улогу се враћа у другом и трећем делу серијала, у ком њен лик бива убијен. Међутим, Смит наставља да се појављује и у преосталим наставцима кроз флешбек сцене.
2007. објављује први музички албум са Миси Пајл, под насловом It's OK to be Happy. Иако су припремале и други албум, прекинуле су сарадњу пре него што су успеле да га заврше. 
У периоду 2010-их Смитина најзначајнија улога је Џенифер Гудсон у ситкому Без љутње, молим.
Позајмила је глас у видео-игри Grand Theft Auto: Vice City, као и анимираној ТВ серији Ким Опаснић.

## Филмографија
| Улоге Шони Смит |                            |               |                       |                                           |
| Година          | Српски назив               | Изворни назив | Улога                 | Напомена                                  |
| 1982.           | Ени                        |               | плесачица             | прва улога                                |
| 1988.           | Мехур убица                |               | Мег Пени              | Награда за најбољу младу глумицу (ном)    |
| 1994.           | Досије икс                 |               | Џеси О’Нил            | ТВ серија                                 |
| 1995.           | Напуштајући Лас Вегас      |               | бициклисткиња         |                                           |
| 1998.           | Армагедон                  |               | риђокоса              |                                           |
| 1998.           | Карневал душа              |               | Сандра Грант          |                                           |
| 1998—2004.      | Бекер                      |               | Линда                 | ТВ серија                                 |
| 2003.           | Ким Опаснић                |               | Вивијан Портер        | ТВ серија, глас                           |
| 2004.           | Слагалица страве           |               | Аманда Јанг           |                                           |
| 2005.           | Острво                     |               | Сузи                  |                                           |
| 2005.           | Слагалица страве 2         |               | Аманда Јанг           |                                           |
| 2006.           | Слагалица страве 3         |               | Аманда Јанг           | Ајгор награда (ном), Награда врисак (ном) |
| 2007.           | Слагалица страве 4         |               | Аманда Јанг           | архивски снимци, Ајгор награда            |
| 2008.           | Слагалица страве 5         |               | Аманда Јанг           | архивски снимци                           |
| 2008.           | 30 дана ноћи: Пепео пепелу |               | детектив Џина Харкорт | извршни продуцент                         |
| 2008.           | Краљице вриска             |               | менторка              |                                           |
| 2009.           | Клетва 3                   |               | др Суливан            |                                           |
| 2009.           | Слагалица страве 6         |               | Аманда Јанг           |                                           |
| 2010.           | Law & Order: LA            |               | Труди                 | ТВ серија                                 |
| 2010.           | Слагалица страве 7         |               | Аманда Јанг           |                                           |
| 2012—2014.      | Без љутње, молим           |               | Џенифер Гудсон        | ТВ серија                                 |
| 2016.           | Веруј                      |               | др Ненси Велс         |                                           |

## Дискографија
Албуми
- Vial, као члан бенда Fydolla Ho (непозната година)
- Untied, као члан бенда Fydolla Ho (2001)
- It's OK to be Happy, са Миси Пајл, као члан бенда Smith & Pyle (2008)

Песме у филмовима
- "I Fear", Карневал душа (1998)
- "Killer Inside", Слагалица страве 3 (2006)
- "Zytrate Anatomy", Репо! Генетска опера (2006)
- "Please Myself", Катакомбе (2007)